# Overall

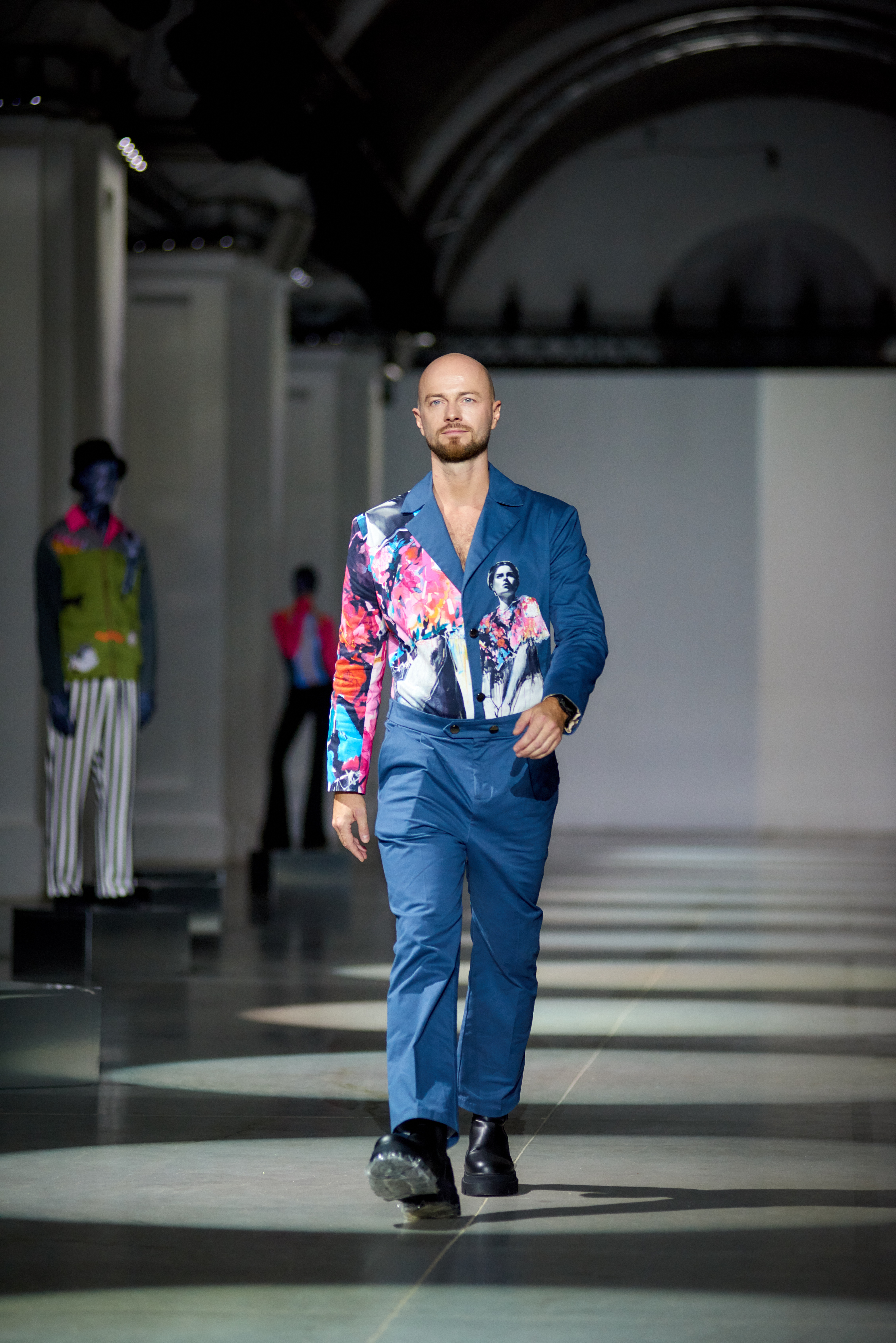
Влад Яма на показі Overall

Overall — український бренд, що створює колекції одягу з принтами сучасних українських художників та просуває ідеологію сталого споживання у моді та культурі.

## Історія
На початку 2020 року Анастасія Браткова створила бренд, що випускав монопродукт — комбінезони. Тоді головною метою здебільшого була реалізація в Україні концепції інтелектуальної моди та розширення дотичних до мистецтва споживачів. Згодом Overall став брендом, що сприяє розвитку культури та впроваджує практику об’єднання моди та мистецтва за допомогою одягу та аксесуарів. Місія бренду: носити дещо більше та сакральніше, ніж просто одяг — вдягати на себе витвори сучасного українського мистецтва. Першими художниками, з якими співпрацював бренд стали Роман Мінін, Володимир WaOne Манжос, Василь Цаголов.Також Overall мав честь увічнити в артистичному принті твори Олександра Ройтбурда.
У вересні 2021 року одяг Overall був представлений в Берліні під час Berlin Art Week.
У лютому 2022 OVERALL вийшов за рамки співпраці з українськими художниками, стаоривши колекцію ювелірних прикрас та ременів у співпраці зі скульпторами Zigura Art: Єгором та Микитою Зігурами.
У жовтні 2022 бренд долучився до ініціативи Support Ukrainian Fashion від Ukrainian Fashion Week та за підтримки ЄБРР представив свою колекцію на Brussels Fashion Week у Брюсселі, поєднавши принтований одяг від сучасних митців України (Олександра Ройтбурда, Василя Цаголова, Віктора Сидоренка, Романа Мініна та інших) зі справжніми військовими балаклавами та протигазами, символом жахіть війни.

### «Одягни українське мистецтво» та Ukrainian Fashion Week
Влітку 2021 року було проведено конкурс серед молодих українських художників по всьому світу, та обрано 12 переможців з понад більш ніж 280 анкет. З кожним фіналістом бренд уклав договір, згідно з яким його робота була використана як принт, а з кожного продажу речі з цим принтом художник отримуватиме роялті. Колекцію курток, комбінезонів, брюк та сорочок з роботами художників було представлено на подіумі Мистецького арсеналу, у рамках 49-го сезону Українського тижня моди за підтримки Українського Культурного Фонду та оргкомітету Ukrainian Fashion Week. Серед художників, чиї роботи було використано у колекції — Ніна Мурашкіна, Лесь Панчишин, Олександр Барболін, Франсуаза Оз та Богдан Перевертун, Діма Фатум, Гриця Ерде, Ave, Євгеній Лісняк, Kinder Album, Анна Кострицька, Аліна Луговська та Інна Харчук.
На подіумі колекцію представляли моделі та національні зірки — ведучі шоу «Твій день» на 1+1 Єгор Гордєєв, Руслана Писанка, Влад Яма, Тимур Мирошниченко, Ірина Ванникова, Володимир Рабчун та інші.

### Ідеологія
Однією з нагальних цілей для Анастасії Браткової була популяризація сучасного українського мистецтва всередині країни та за її межами та впровадження традиції авторського права. Бренд одержав підтримку ведучих арткритиків та зокрема артдилера Ігоря Абрамовича, а також головних медіа та інформаційних ресурсів країни  — 1+1, L’Officiel Ukraine, Harper’s Bazaar Italy, Playboy, Viva, Українська правда та інших. Ідеологічне сприяння розвитку Overall виразили Український Культурний Фонд, Київська міська державна адміністрація та Міністерство культури України.

### Абмасадори
Серед амбасадорів  Overall  — продюсер Олексій Гладушевський, головний редактор Playboy Ukraine Влад Іваненко, продюсер Єгор Гордєєв, артдилер Ігор Абрамович, співак Артем Пивоваров, співачка Аліна Паш, реп-зірка Alyona Alyona, блогери Антон Мурафа та Антон Скуратов, книжковий продюсер Олена Лазуткіна, зірка телеканалу 1+1 та німецький стиліст Франк Уайлд, відомий своєю підтримкою України під-час повномаштабного вторгнення росії в Україну.

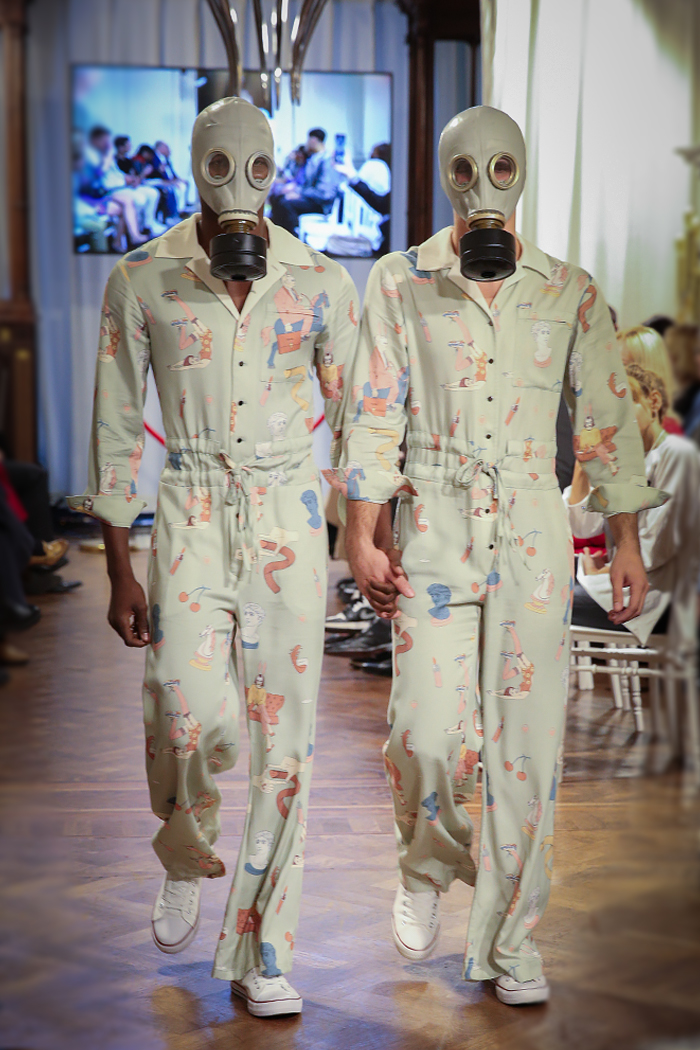
Overall на Brussels Fashion Week 2022